# Isocrinida
Ordre
Les Isocrinida sont un ordre de Crinoïdes (Échinodermes) sessiles (pédonculés), assez archaïques et vivant surtout en eaux profondes ou froides.

## Description et caractéristiques

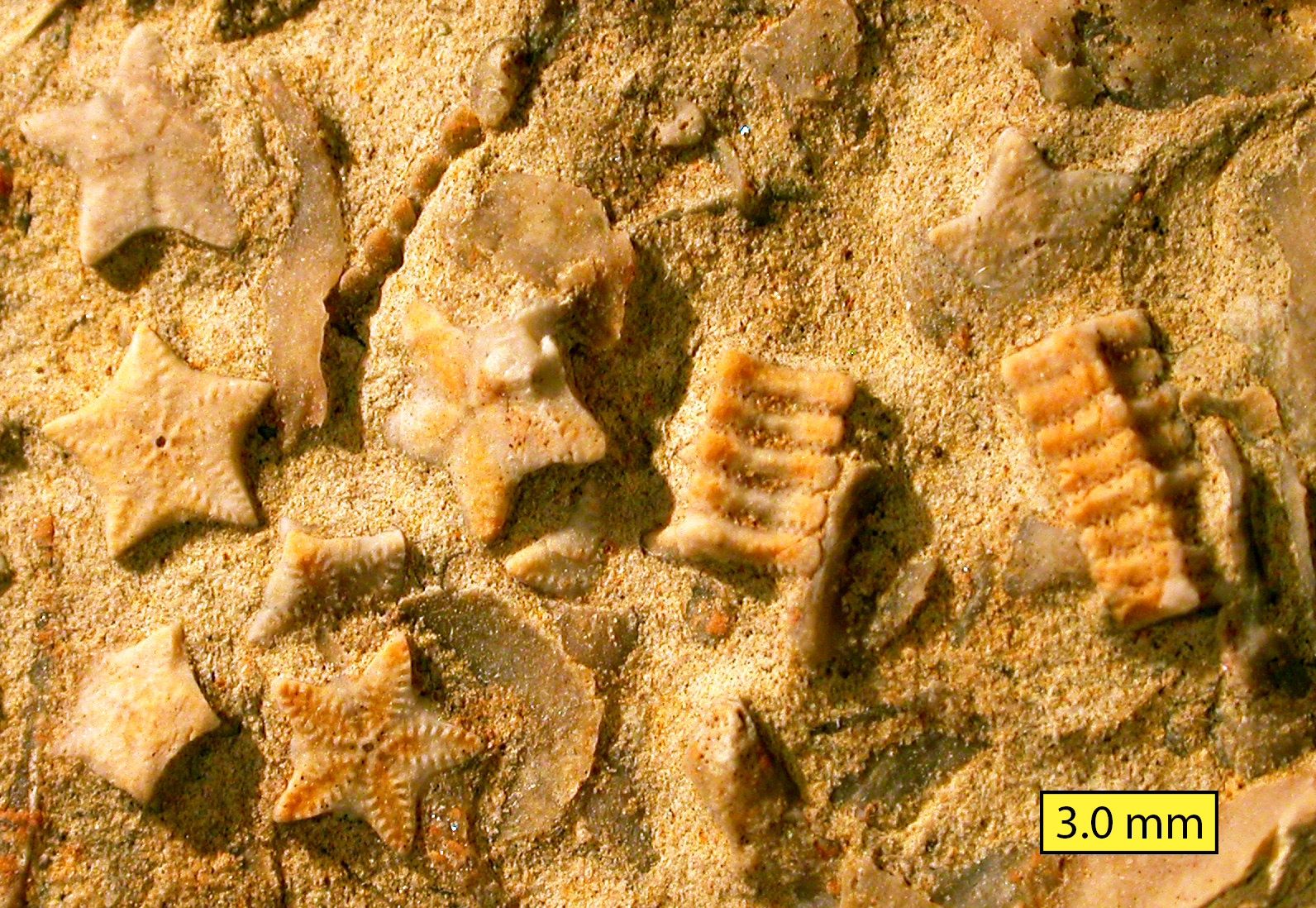
Encrines d'isocrines fossiles.

Ce sont des crinoïdes « vrais » (sessiles) : ils sont munis d'une longue tige calcaire articulée, généralement munie d'un crampon, qui leur permet de tenir leur corps en position érigée au-dessus du sédiment.
Le calice est plus large que haut, en forme de cône évasé ou de bol. Les bras sont longs, et le plus souvent tous de même longueur (d'où l'étymologie de l'ordre). Les entroques qui composent la tige sont en forme d'étoile.
La cavité radiale est large, et les éléments qui composent le calice pas très épais, les basaux étant généralement plus bas que les radiaux. Les canaux axiaux entre les branchiaux sont uniques.

### Nourriture et mode de vie
Sur sa face orale, les pinnules sont, comme les branches des étoiles de mer, frangées de minuscules tubes, les podia. Ceux-ci sécrètent une sorte de glu où se collent des larves de crustacés et des débris d'organismes. Les particules glissent ensuite comme sur des rails, le long de gouttières bordées de cils qui parcourent les bras jusqu'à la bouche ouverte au centre du calice.
La vingtaine d'espèces qui ont subsisté jusqu'à nos jours (principalement des Balanocrinidae et Isocrinidae des genres Metacrinus ou Endoxocrinus) sont abyssales ou polaires.

## Liste des familles
Selon World Register of Marine Species (16 avril 2021) :
- famille Balanocrinidae Roux, 1981

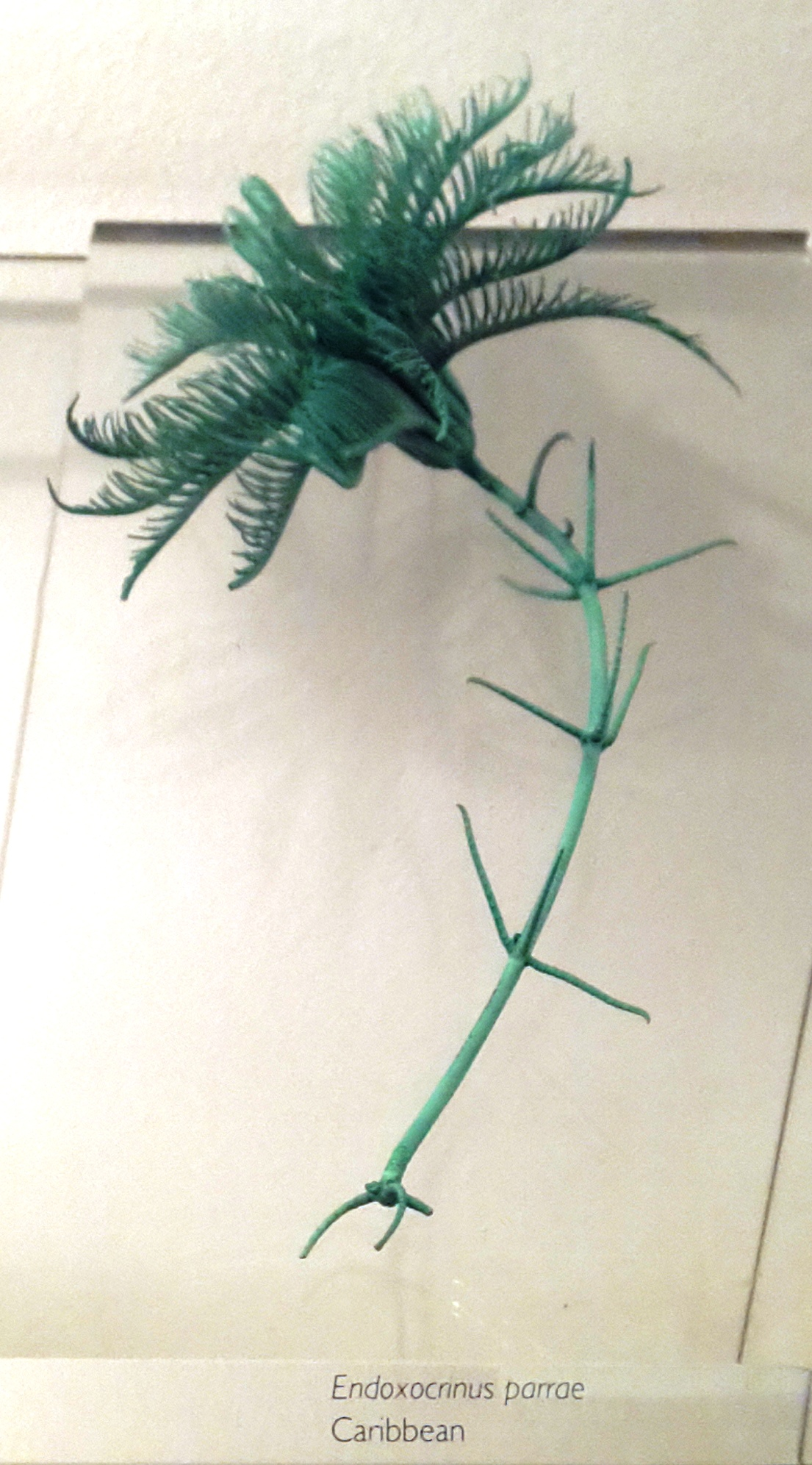
Endoxocrinus parrae.

  - sous-famille Balanocrininae Roux, 1981
    - Balanocrinus Agassiz in Desor, 1845 †
    - Cainocrinus Forbes, 1852 †
    - Laevigatocrinus Klikushin, 1979 †
    - Neocrinus Thomson, 1864 -- 3 espèces actuelles
    - Papacrinus Roux & Philippe, 2021 †
    - Singularocrinus Klikushin, 1982 †

  - sous-famille Diplocrininae Roux, 1981
    - Doreckicrinus Rasmussen, 1961 †
    - Endoxocrinus AH Clark, 1908 -- 5 espèces actuelles
    - Nielsenicrinus Rasmussen, 1961 †
    - Teliocrinus Döderlein, 1912 -- 1 espèce actuelle

  - sous-famille Isselicrininae Klikushin, 1977
    - Isselicrinus Rovereto, 1914 †
    - Panglaocrinus Améziane, Eléaume & Roux, 2023 -- 1 espèce actuelle
    - Praeisselicrinus Klikushin, 1977 †

  - sous-famille Proisocrininae Rasmussen, 1978
    - Austinocrinus De Loriol, 1889 †
    - Proisocrinus AH Clark, 1910 -- 1 espèce actuelle

  - Balanocrinidae incertae sedis
    - Cenocrinus Thomson, 1864 -- 1 espèce actuelle
- famille Cainocrinidae Simms, 1988 †
- famille Isocrinidae Gislén, 1924
  - sous-famille Isocrininae Gislén, 1924 †
    - genre Chariocrinus Hess, 1972 †
    - genre Hispidocrinus Simms, 1988 †
    - genre Isocrinus von Meyer in Agassiz, 1836 †
    - genre Percevalicrinus Klikushin, 1977 †
    - genre Raymondicrinus Klikushin, 1982 †
    - genre Tyrolecrinus Klikushin, 1982 †

  - sous-famille Metacrininae Klikushin, 1977
    - genre Eometacrinus Baumiller & Gaździcki, 1996 †
    - genre Metacrinus P. H. Carpenter, 1884 -- 9 espèces actuelles
    - genre Saracrinus A. H. Clark, 1923  -- 3 espèces actuelles
- famille Pentacrinitidae Gray, 1842 †

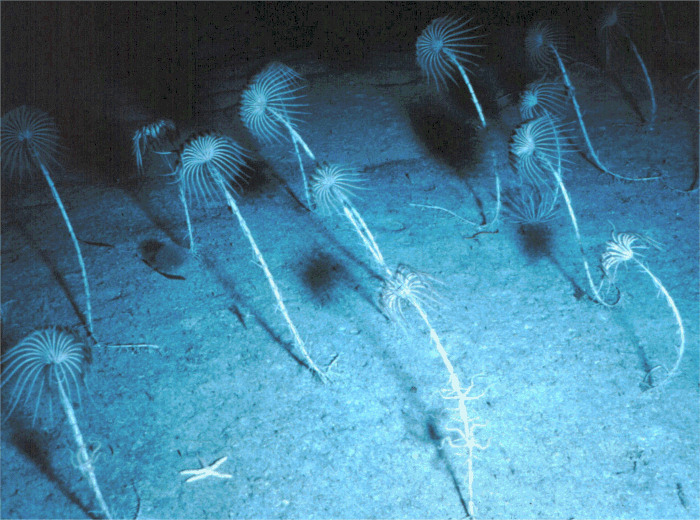
Forêt de Neocrinus decorus à 400 m de profondeur aux Bahamas.
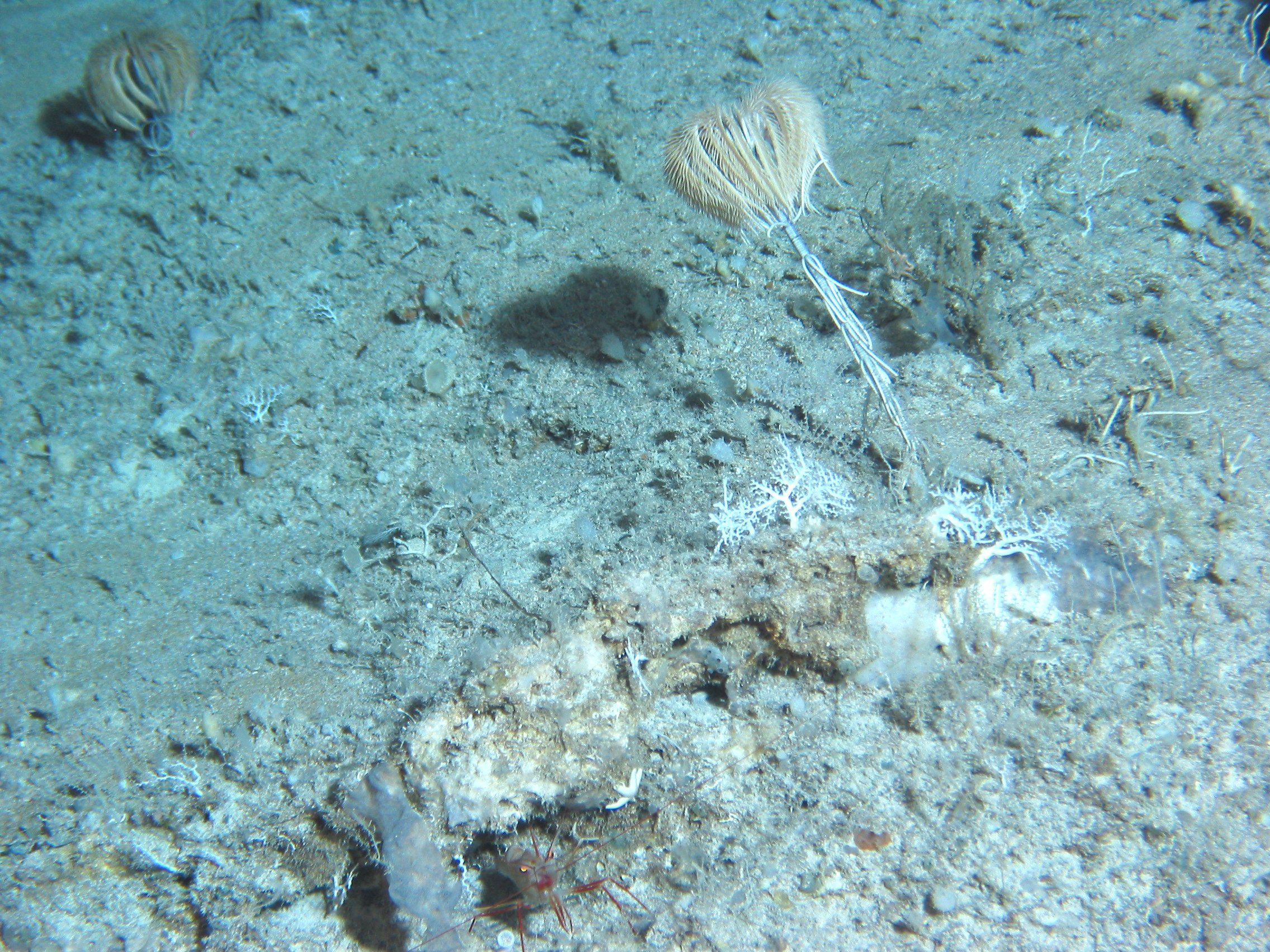
Endoxocrinus parrae dans les abysses près des Bahamas, à plusieurs milliers de mètres de profondeur.
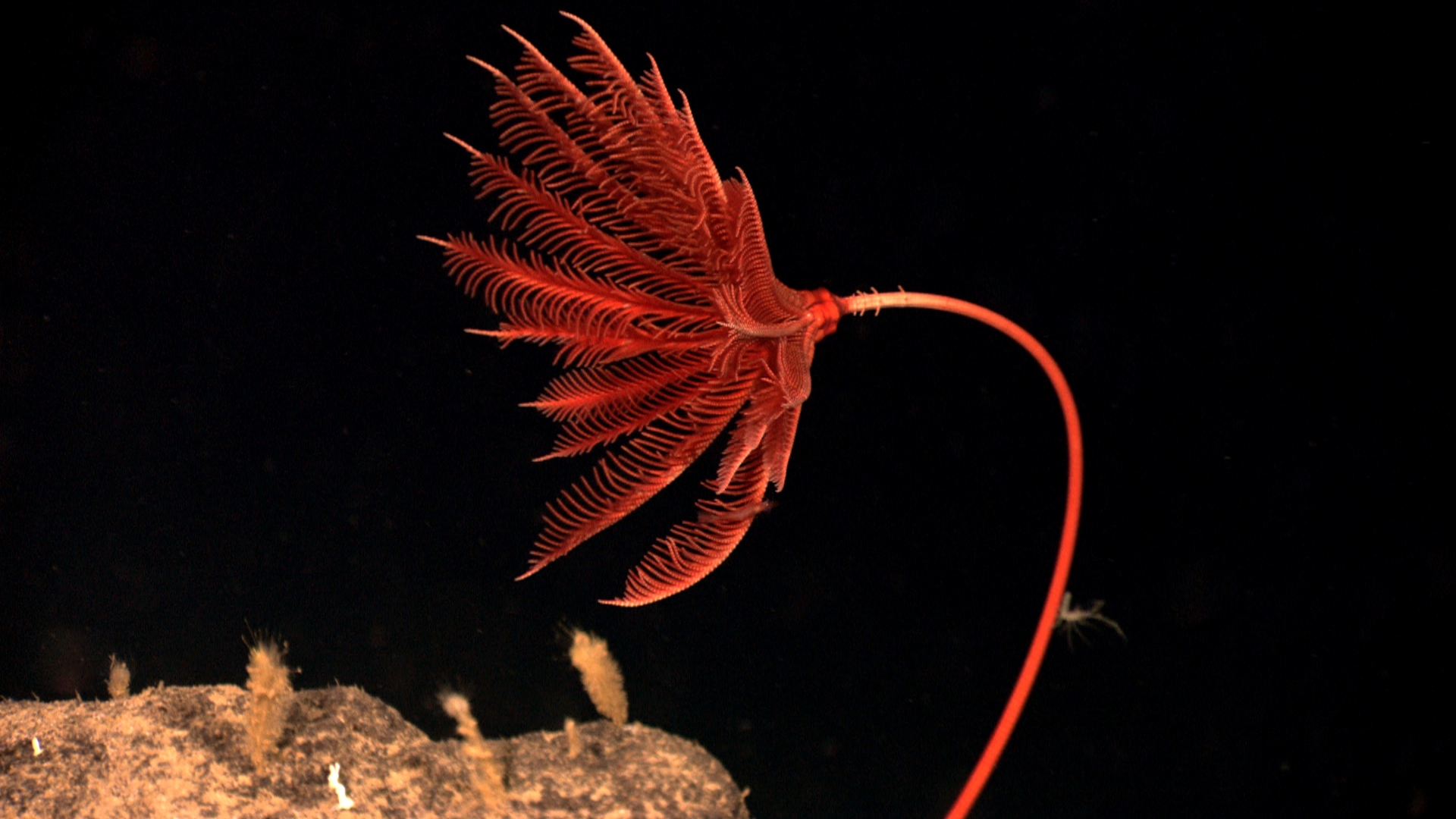
Proisocrinus ruberrimus.
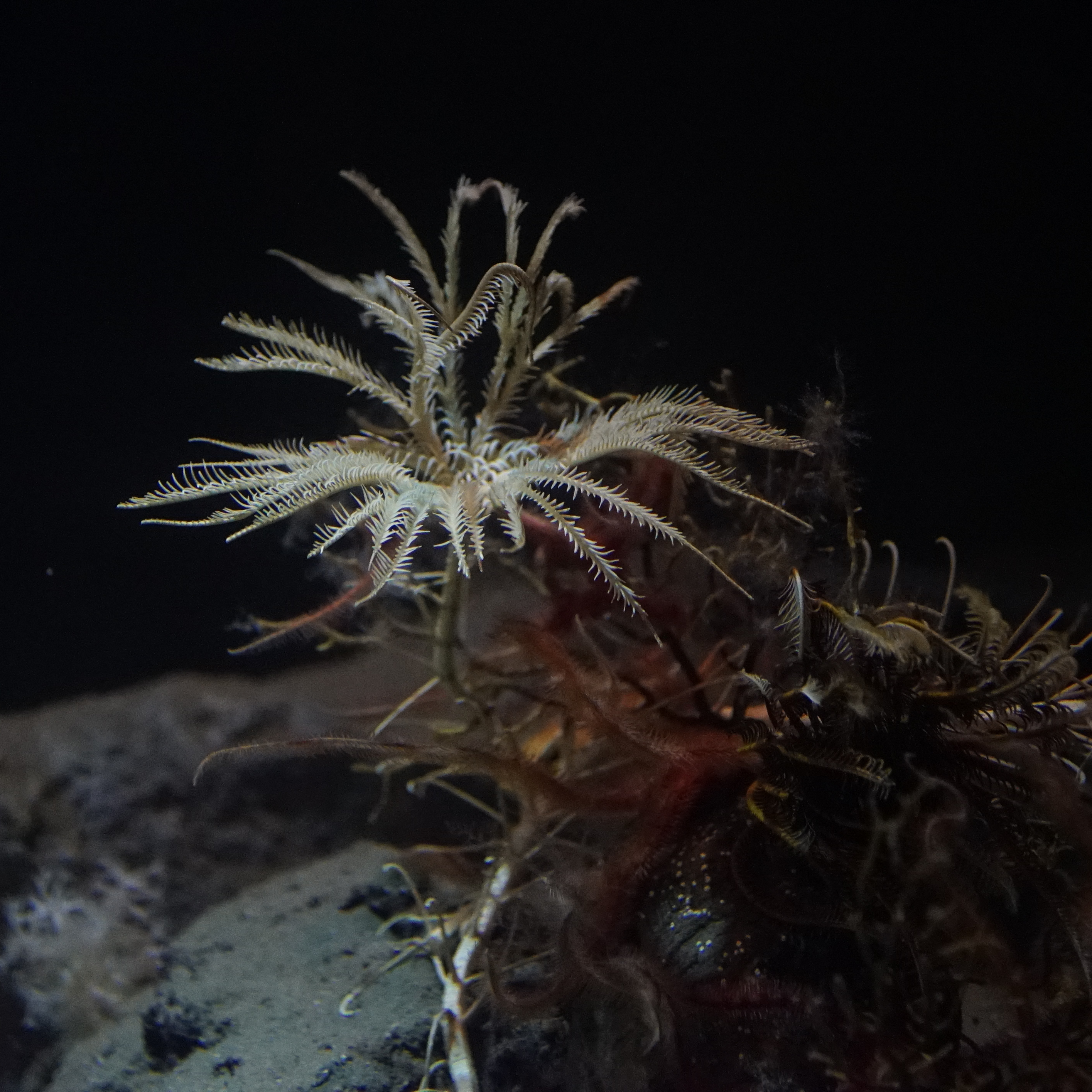
Metacrinus rotundus.
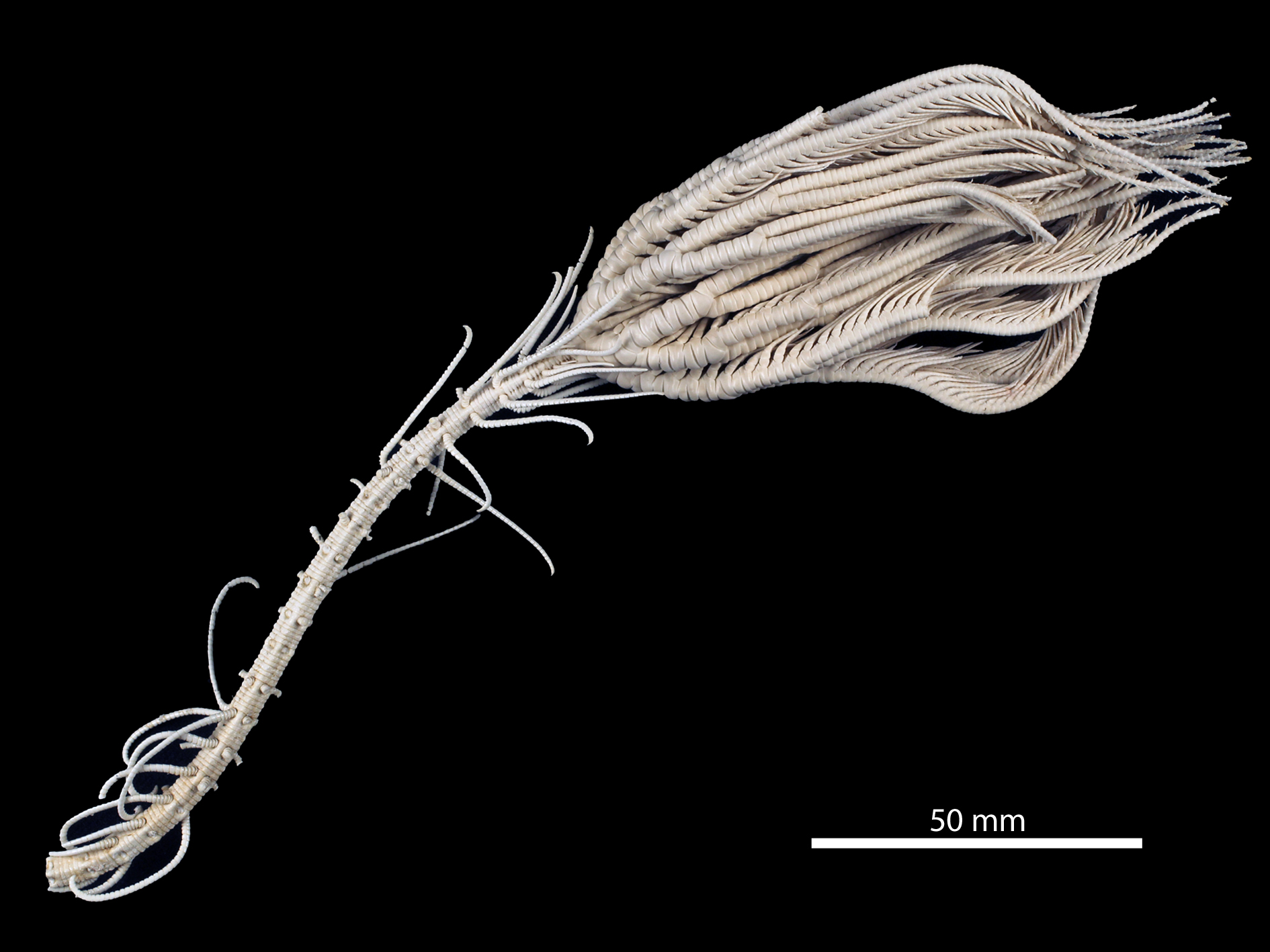
Saracrinus moosai (holotype, MNHN)
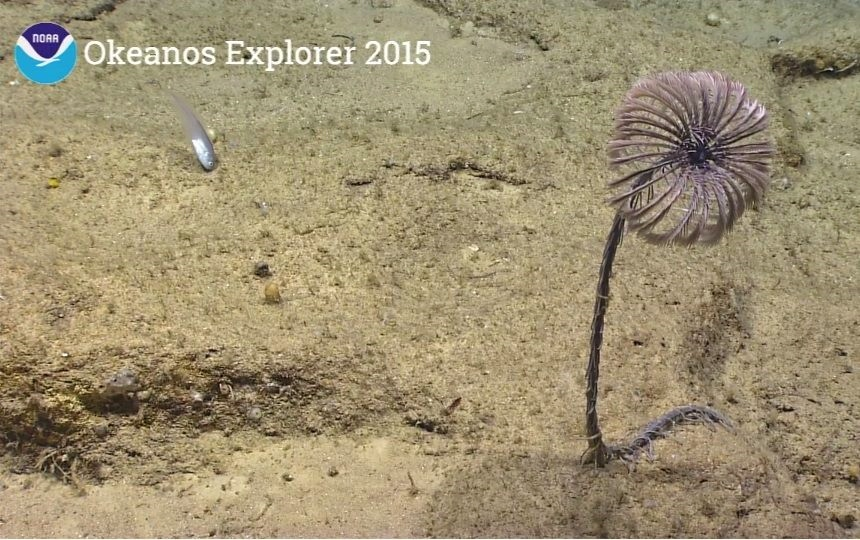
Endoxocrinus sp. dans les abysses près de Porto Rico, à plusieurs milliers de mètres de profondeur.
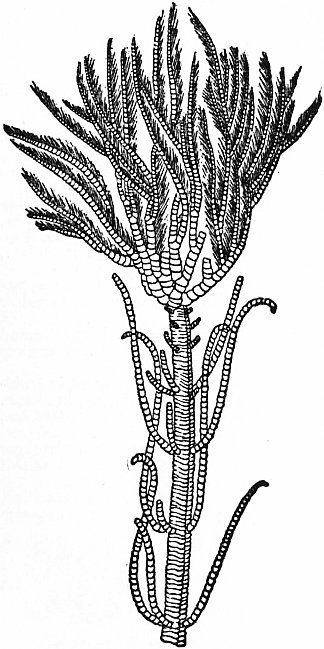
Isocrinus asteria.